# Margarita Ortega Cadavid
Margarita María Ortega Cadavid (Cali, 19 de enero de 1973), también conocida como Margarita Ortega, es una periodista, presentadora, actriz y escritora colombiana. Sus tres libros son: Regresa al origen, El perfecto balance y El camino sencillo.

## Biografía
Margarita Ortega estudió Comunicación Social y Periodismo en la Universidad Los Libertadores, de Bogotá.  Entre 1995 y 1997, fue presentadora de noticias en el informativo 7:30 Caracol al lado de María Lucía Fernández. Luego actuó en varias telenovelas, películas y obras teatrales. 
En 2002, volvió a la presentación de noticias en las secciones de entretenimiento y la cultural Sala Múltiple de Caracol Noticias. En 2007 presentó Culturama, programa del canal estatal Señal Colombia. En 2014, pasó a ser presentadora de Noticias RCN, primero con Yéner Bedoya, los fines de semana, y luego con Silvia Corzo y Juan Eduardo Jaramillo, en la edición central de lunes a viernes.
Ha escrito los libros Regresar al origen, El perfecto balance y “El camino sencillo” sobre alimentación consciente y medio ambiente. Escribe un blog en la página: www.margaritaortega.com y su podcast: Marte está lejos que realiza con su hijo mayor puede ser escuchado en Spotify o en el canal de YouTube: Margarita Ortega Oficial. 
Se desempeña como presentadora de la emisión central del noticiero CM&, dirigido por Yamid Amat, junto a Claudia Palacios.

## Filmografía

### Televisión
| Año  | Título                      | Personaje                         | Canal              |
| ---- | --------------------------- | --------------------------------- | ------------------ |
| 1989 | Azúcar                      |                                   | Cadena Dos         |
| 1993 | Detrás de un ángel          | Karen Sinisterra                  | Cadena Uno         |
| 1994 | Las aguas mansas            | Sofia Elizondo                    | Cadena Uno         |
| 1998 | Dios se lo pague            | María/Nancy                       | Caracol Televisión |
| 1999 | Marido y mujer              | Mónica de Méndez                  | Caracol Televisión |
| 2001 | Luzbel está de visita       | Karen Franco                      | Caracol Televisión |
| 2001 | Amor a mil                  | Magnolia Guzmán                   | Caracol Televisión |
| 2001 | Más que amor, frenesí       | María Patricia Mendoza            | Venevisión         |
| 2002 | Siete veces Amada           | Roberta/Roberto                   | Caracol Televisión |
| 2006 | El engaño                   | Roxana Estévez                    | Caracol Televisión |
| 2007 | Montecristo                 | Milena                            | Caracol Televisión |
| 2007 | Sin vergüenza               | Fernanda Montes                   | Telemundo          |
| 2008 | La quiero a morir           | Viviana Mondragón                 | Caracol Televisión |
| 2008 | Tiempo final                | Jessica Ep: La entrega            | Fox Channel        |
| 2009 | El fantasma del Gran Hotel  | Adriana Toro                      | Canal RCN          |
| 2010 | Rosario Tijeras             | Martha Lucía de Bedout            | Canal RCN          |
| 2010 | Decisiones extremas         | Ella misma Ep: Grabando mi muerte | Telemundo          |
| 2010 | Salvador de mujeres         | Maité                             | Venevisión         |
| 2011 | Doña Bella                  | Eliana                            | Canal RCN          |
| 2013 | El día de la suerte         | Luisa Manzano                     | Canal RCN          |
| 2013 | Amo de casa                 | Mariana Ortiz                     | Canal RCN          |
| 2015 | Las santísimas              | Irene Escobar                     | MundoFox           |
| 2022 | Cochina envidia             | Reportera                         | Prime Video        |
| 2023 | La vida después del reality | Marcela                           | Prime Video        |
| 2023 | Emma Reyes                  |                                   | RTVC               |

## Programas
| Año           | Título           | Rol          | Canal              |
| ------------- | ---------------- | ------------ | ------------------ |
| 1995-1997     | 7:30 Caracol     | Presentadora | Caracol Televisión |
| 2002-2004     | Noticias Caracol | Presentadora | Caracol Televisión |
| 2007          | Culturama        | Invitada     | Señal Colombia     |
| 2014-2017     | Noticias RCN     | Presentadora | Canal RCN          |
| 2017          | Primera Hora     | Presentadora | Canal 1            |
| 2017-2024     | Noticiero CM&    | Presentadora | Canal 1            |
| 2025          | El latido        | Ella misma   | Canal Capital      |
| 2025-presente | Noticentro 1     | Presentadora | Canal 1            |

## Cine
| Año  | Título                     |
| ---- | -------------------------- |
| 2000 | Antes que llueva           |
| 2000 | Doble moral                |
| 2001 | Bolívar soy yo             |
| 2002 | Ceiba, la hora del demonio |
| 2002 | El Maestro                 |
| 2014 | Ciudad Delirio             |
| 2017 | Sin mover los labios       |

## Premios y nominaciones

### Premios TVyNovelas
| Año  | Categoría                             | Telenovela o Serie | Resultado |
| ---- | ------------------------------------- | ------------------ | --------- |
| 1994 | Mejor Actriz revelación               | Detrás de un ángel | Ganadora  |
| 2003 | Mejor Actriz Villana                  | Siete veces amada  | Nominada  |
| 2014 | Mejor actriz antagónica de telenovela | Amo de casa        | Nominada  |

### Premios India Catalina
| Año  | Categoría                                                | Telenovela o Serie | Resultado |
| ---- | -------------------------------------------------------- | ------------------ | --------- |
| 2002 | Mejor actriz de reparto de telenovela o serie            | Amor a mil         | Nominada  |
| 2014 | Mejor actriz antagónica de telenovela, serie o miniserie | Amo de casa        | Nominada  |

### Otros premios
- Telenovelas (Bulgaria) a Mejor actriz por Sin vergüenza.